# 3951 Zichichi
3951 Zichichi este un asteroid din centura principală, descoperit pe 13 februarie 1986 de Oss. San Vittore.